# Offensiva del Têt
L'offensiva del Têt fu un attacco a sorpresa su larga scala sferrato dall'esercito nordvietnamita e dai Viet Cong durante la guerra del Vietnam. L'offensiva fu lanciata la notte del capodanno vietnamita (Tết Nguyên Ðán), cioè tra il 30 e il 31 gennaio 1968 e avvenne durante la presidenza di Lyndon B. Johnson.
Gli attacchi delle forze comuniste colpirono pressoché tutte le maggiori città del Vietnam del Sud e ottennero inizialmente notevoli successi, cogliendo impreparate le forze armate americane e sudvietnamite. Dopo violenti scontri e pesanti perdite per entrambe le parti, le forze americane e sudvietnamite ripresero il controllo della situazione, riconquistando le posizioni inizialmente perdute.
L'offensiva del Têt fu un momento decisivo della guerra del Vietnam; nonostante il mancato successo militare, costituì una grande vittoria morale e propagandistica per i Viet Cong e il Vietnam del Nord e provocò una grave crisi politica e psicologica negli Stati Uniti. Entro poche settimane il presidente Lyndon B. Johnson decise di ritirarsi dalla vita politica e di arrestare l'escalation, dando inizio a colloqui di pace che furono portati a termine dal Consigliere per la Sicurezza Nazionale statunitense Henry Kissinger, durante la successiva amministrazione di Richard Nixon.

## Le fasi della guerra
(Dichiarazione del generale Westmoreland, comandante supremo del MACV nel novembre 1967, prima dell'inizio dell'offensiva del Têt.)
Nel luglio 1967, una riunione della dirigenza del partito comunista analizzò la situazione politico-militare in Vietnam del Sud e decise di riorientare le proprie operazioni per prendere di mira due debolezze politiche fondamentali degli Stati Uniti: in primo luogo, il grave divario tra governo e opinione pubblica statunitense circa il sostegno alla guerra e i suoi progressi; secondariamente, le tensioni esistenti tra l'esercito statunitense e i suoi alleati vietnamiti.
La dirigenza decise di concentrarsi su poche operazioni di alto profilo, che avrebbero fatto presa sul pubblico americano e sui media, piuttosto che combattere il conflitto lontano dai maggiori centri urbani. Questo avrebbe sollevato il morale del Nord, sperabilmente ispirato sollevazioni a Sud e fornito l'impressione, realistica in caso di successo, che gli Stati Uniti d'America e l'ARVN non stessero vincendo la guerra e che ci sarebbe voluto molto tempo prima che questo avvenisse. La nuova politica segnò anche una vittoria dei "falchi" sulle "colombe" all'interno della dirigenza del partito comunista, e alla fine del 1967 circa 200 ufficiali anziani tra le colombe furono epurati. La strategia delle colombe si basava su un mix di guerriglia a bassa intensità, accordi diplomatici e sulla richiesta di maggiori aiuti all'URSS, soprattutto in campo aeronautico.
I "falchi", guidati da Lê Duẩn, segretario generale del partito, e dal generale Nguyễn Chí Thanh, responsabile politico-militare dei Viet Cong, invece volevano mantenere il Vietnam equidistante da Cina e URSS, oppure preferivano un'alleanza tattica con l'ingombrante vicino settentrionale; essi inoltre erano determinati a passare decisamente all'offensiva per ottenere la vittoria in tempi brevi. Contrariamente a quanto supposto da molti giornalisti, i governanti vietnamiti non tenevano in gran conto l'opinione pubblica occidentale e furono i primi a essere sorpresi del clamore che l'offensiva suscitò in occidente, dall'esplodere dei movimenti pacifisti e contro la guerra e dall'impatto che questa operazione portò sulla politica interna americana e sulle elezioni presidenziali.
Il generale Võ Nguyên Giáp, uno dei capi delle "colombe", non condivideva completamente le strategie aggressive di Thanh e Lê Duẩn e nel settembre 1967 pubblicò un suo documento di analisi politico-militare che affermava che la guerra stava evolvendo in senso favorevole alle forze comuniste ma che era necessaria prudenza e tempo per logorare lentamente gli americani. Nonostante le divergenze, Giáp fu però pragmaticamente mantenuto al comando, sia per la sua grande esperienza sia per il prestigio conquistato battendo i francesi con un misto di guerriglia e combattimenti convenzionali. Una delle ragioni per cui questa strategia si rivelò così efficace fu che i leader statunitensi, fornendo notizie fuorvianti, stavano semplicemente mentendo al pubblico americano su quello che realmente accadeva in Vietnam, cosa in seguito ammessa dall'allora segretario alla Difesa Robert McNamara e da altri alti ufficiali statunitensi (lo dimostrano svariati documenti, registrazioni audio, eccetera).
All'inizio del 1968 gli americani erano stati indotti a credere che vietcong e nordvietnamiti fossero sull'orlo della sconfitta e che gli USA avrebbero presto vinto la guerra; l'impressione era corroborata dai comportamenti del presidente Lyndon B. Johnson e del segretario McNamara, che tennero nascoste le informazioni sulla reale situazione in Vietnam. Un gruppo di eminenti consiglieri di Johnson, conosciuti come i "saggi", dopo il Têt si volse contro l'intervento diretto in Vietnam. 
Inoltre esistevano notevoli discrepanze tra le stime delle forze comuniste impegnate nel Vietnam del sud secondo la CIA (450000 circa) e i servizi delle forze armate (circa 300000). Anche l'esercito del Vietnam del sud tendeva a minimizzare le forze vietcong dopo le dure offensive dal 1966 e del 1967. Le cifre della CIA si rivelarono quelle più corrette e, anzi, probabilmente erano frutto di una stima per difetto, poiché nelle settimane immediatamente precedenti l'offensiva i vietcong riattivarono alcuni loro reparti dormienti, mentre truppe nordvietnamite penetrarono, in piccoli gruppi, al Sud. Inoltre i nordvietnamiti e i vietcong disponevano di un servizio di informazioni eccellente e molto ben collaudato, che si stava pienamente riprendendo dai colpi subiti negli anni precedenti.

## La pianificazione dell'operazione
La pianificazione complessiva dell'operazione fu condotta dal comandante dell'NVA (Armata Nordvietnamita) Võ Nguyên Giáp, e in loco dal Colonnello Generale Tran Van Quang, Segretario Generale del partito nella regione del Tri-Thien e comandante del quartier generale della regione militare in cui Huế era situata. Furono pianificate una serie di audaci incursioni in tutto il Sud, coinvolgendo ogni città degna di nota e utilizzando praticamente tutte le unità, pianificando quasi quaranta attacchi principali e innumerevoli scontri minori.
In previsione dell'offensiva, l'NVA aveva inviato a sud 74000 soldati addizionali e un ingente carico di armi, con 50000 armi di fanteria inviate nella sola Cocincina.
L'offensiva si prevedeva ardua dal punto di vista tattico, ma venne pianificata per il suo potenziale effetto strategico. La dirigenza nordvietnamita era conscia della debolezza del fronte interno statunitense e dello scarso supporto domestico per una guerra che veniva già dichiarata come vinta dal comando americano. Un'offensiva su larga scala, con (persino minimi) guadagni territoriali e numerose vittime americane, avrebbe causato aspre critiche negli Stati Uniti. Si contava inoltre sul fatto che gli sforzi dell'NLF e dell'NVA avrebbero provocato una sollevazione popolare generale nel Sud.

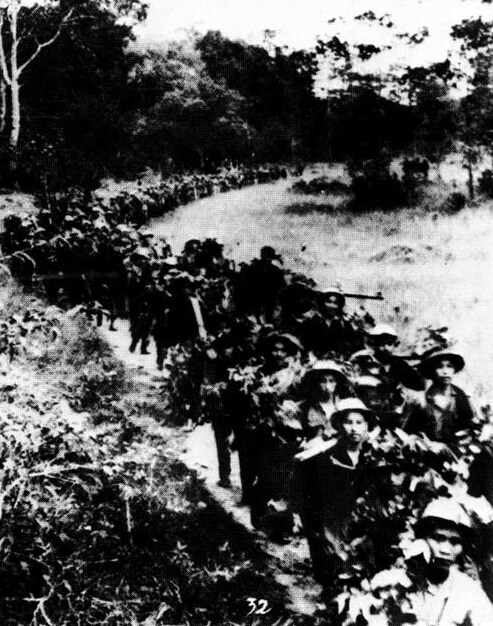
Soldati nordvietnamiti, pesantemente carichi di equipaggiamento, in marcia lungo il sentiero di Ho Chi Minh in preparazione dell'offensiva del Tet.

La festività del Têt era stata tradizionalmente rispettata con una tregua, fin dai combattimenti contro i francesi. Il fattore sorpresa era di capitale importanza, perciò l'NLF e l'NVA annunciarono che avrebbero rispettato un "cessate il fuoco" di sette giorni a partire dal 31 gennaio. Questo periodo di tempo inusualmente lungo fu scelto per confortare i militari americani, che lo avrebbero interpretato come un segnale di urgente bisogno di pausa da parte dei vietcong, e avrebbe anche incoraggiato i comandanti dell'ARVN a concedere licenze alle loro truppe. L'NVA era consapevole che attaccare durante il Têt avrebbe causato risentimento tra i civili.
L'NVA aprì anche esitanti colloqui di pace con l'esercito americano: speravano di rafforzare l'impressione della loro debolezza e che gli USA avrebbero cercato di forzare concessioni da parte del governo sudvietnamita in risposta alle condizioni impostate dal Nord.
L'inganno più significativo e costoso fu quello di presentare agli USA una grave minaccia, lontana dal sud urbanizzato, e così due grandi basi statunitensi a nord, vicino al confine, furono bersagliate. Con il ricordo di Điện Biên Phủ si sperava che gli attacchi ad avamposti isolati avrebbero attratto l'attenzione dell'esercito USA (e dei media). Le due basi erano a Dak To e Khe Sanh. Dak To fu attaccata a novembre e l'attacco a Khe Sanh sarebbe iniziato pochi giorni prima delle operazioni nel sud.
Le similitudini tra Điện Biên Phủ e Khe Sanh erano intese a incantare i consiglieri statunitensi. Khe Sanh era vicina al Sentiero di Ho Chi Minh, a soli 20 km dal confine tra Nord e Sud e a 8 km dal Laos. In quel terreno elevato e difficile, i rifornimenti potevano essere impossibili con il brutto tempo. Un'ulteriore complicazione fu che la base si estendeva su una vasta area. La vicina base delle Forze speciali di Lang Vei sembrava anch'essa vulnerabile. Khe Sanh era difesa da due reggimenti dei marines, comandati dal colonnello Lownds e da una forza numericamente simile delle truppe dell'ARVN.

## La reazione statunitense

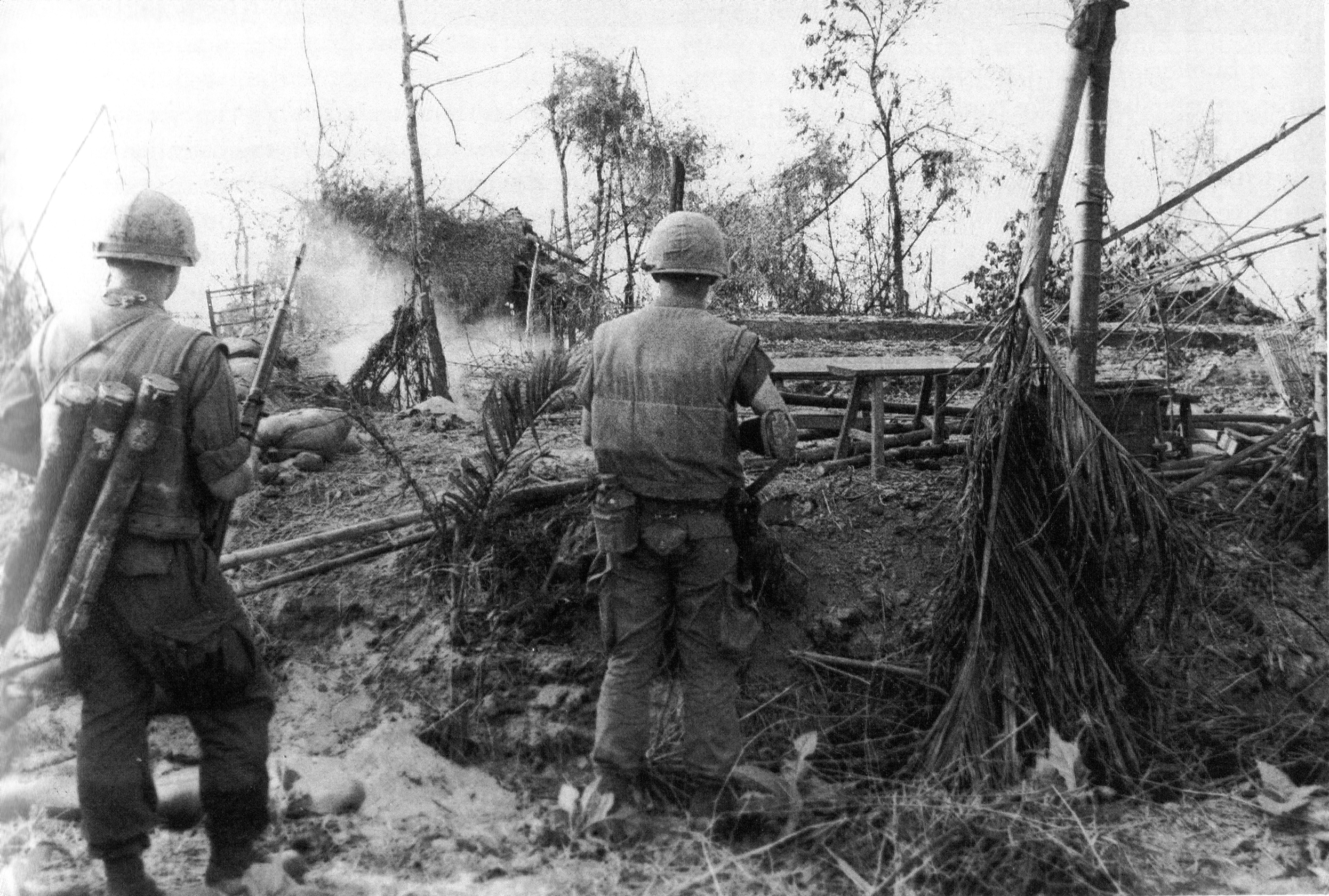
I marines americani si muovono tra le rovine di Dai Do dopo diversi giorni di intensi combattimenti

La risposta dei militari statunitensi fu irregolare per colpa di un'intelligence sul campo troppo contraddittoria. Che Khe Sanh sarebbe stata una grande battaglia era convinzione comune: il personale del Vietnam Studies and Observations Group dava per certo e imminente uno scontro decisivo. La base americana fu rinforzata e migliaia di UGS furono sparpagliati nella giungla circostante con l'operazione Niagara. L'intelligence statunitense identificò almeno 15000 uomini dell'NVA nelle vicinanze.
I combattimenti furono più intensi attorno a Khe Sanh. L'NVAC schierò tre divisioni di regolari attorno alla base, per un totale di circa 25000 uomini. L'azione iniziò lì attorno dieci giorni prima del Têt, con attacchi di prova e scambi di colpi di artiglieria. Due posizioni sulle colline furono catturate il 20 gennaio, tagliando la base dalle rotte terrestri di rifornimento. L'attenzione al MACV e a Washington era ossessionata da Khe Sanh, e altri problemi furono trascurati o sminuiti. L'assalto principale non iniziò fino al 5 febbraio. Lang Vei fu travolta il 7 febbraio, le linee a Khe Sanh furono pesantemente attaccate, e il campo fu preservato solo grazie a massicce incursioni aeree e allo sbarramento di artiglieria (oltre 30 000 missioni furono fatte volare in difesa della base). Dopodiché il ritmo rallentò, la battaglia divenne più un assedio, anche se ci furono ulteriori assalti dell'NVA il 17-18 e il 29 febbraio. Khe Sanh fu ufficialmente salvata il 6 aprile e i combattimenti cessarono il 14 aprile. Probabilmente circa 8 000 soldati dell'NVA morirono attorno a Khe Sanh.
Al sud i combattimenti iniziarono il 29 gennaio, quando unità dell'NLF iniziarono prematuramente gli attacchi in quattro città provinciali. I restanti attacchi dell'NLF/NVA iniziarono nella notte del 30-31. Tutte le capitali provinciali meno otto furono attaccate, cinque delle sei città autonome e 58 altre città importanti. I principali attacchi furono a Buôn Ma Thuột, Quang Nam, Dalat, Mỹ Tho, Cần Thơ, Ben Tre, Nha Trang, e Kontum. Solo a Huế, l'antica capitale, e a Saigon l'NVA ebbe un successo significativo, ma la sperata sollevazione popolare (khnoi nghai) praticamente non avvenne: molti sudvietnamiti dimostrarono un forte supporto per l'ARVN.
Hué fu attaccata da dieci battaglioni, la città quasi completamente travolta e migliaia di civili scelti per essere giustiziati. La città non fu ripresa dalle forze americane e dall'ARVN fino alla fine di febbraio. Per il grande valore storico e culturale di Hué, gli statunitensi non impiegarono aviazione né artiglieria con la stessa abbondanza di altre città, almeno inizialmente. Ci fu una dura battaglia strada per strada (tutta registrata dai media statunitensi), che si dirigeva verso la "Cittadella", il palazzo imperiale, ripulito dalle truppe dell'NVA dopo quattro giorni di combattimento. Gli USA e l'ARVN avevano perso 482 uomini e l'NVA circa 7 500.
Ci furono numerosi attacchi dentro e attorno a Saigon: circa cinque battaglioni dell'NLF si erano infiltrati in città. La base aerea di Tan Son Nhut, il quartier generale dell'ARVN e del MACV, fu attaccata da circa 700 uomini e ci furono pesanti combattimenti, ma solo 110 vittime tra i soldati americani. Anche la base aerea di Bien Hoa fu attaccata e venti aeroplani distrutti. Le perdite vietnamite in questi due assalti e nelle altre azioni a Saigon furono superiori ai 1 100 uomini, ma consentirono di prendere il controllo di gran parte della città. La lotta durò quasi una settimana e alcune zone della città furono danneggiate pesantemente dall'artiglieria e dalle incursioni aeree statunitensi. Il sobborgo di Cholon fu semi-distrutto dai combattimenti che vi si protrassero fino a metà febbraio. Un assalto particolarmente potente fu condotto contro l'ambasciata statunitense da venti commando dell'NLF. Anche se respinto rapidamente, fu uno scontro altamente simbolico che produsse immagini memorabili.

## Le perdite

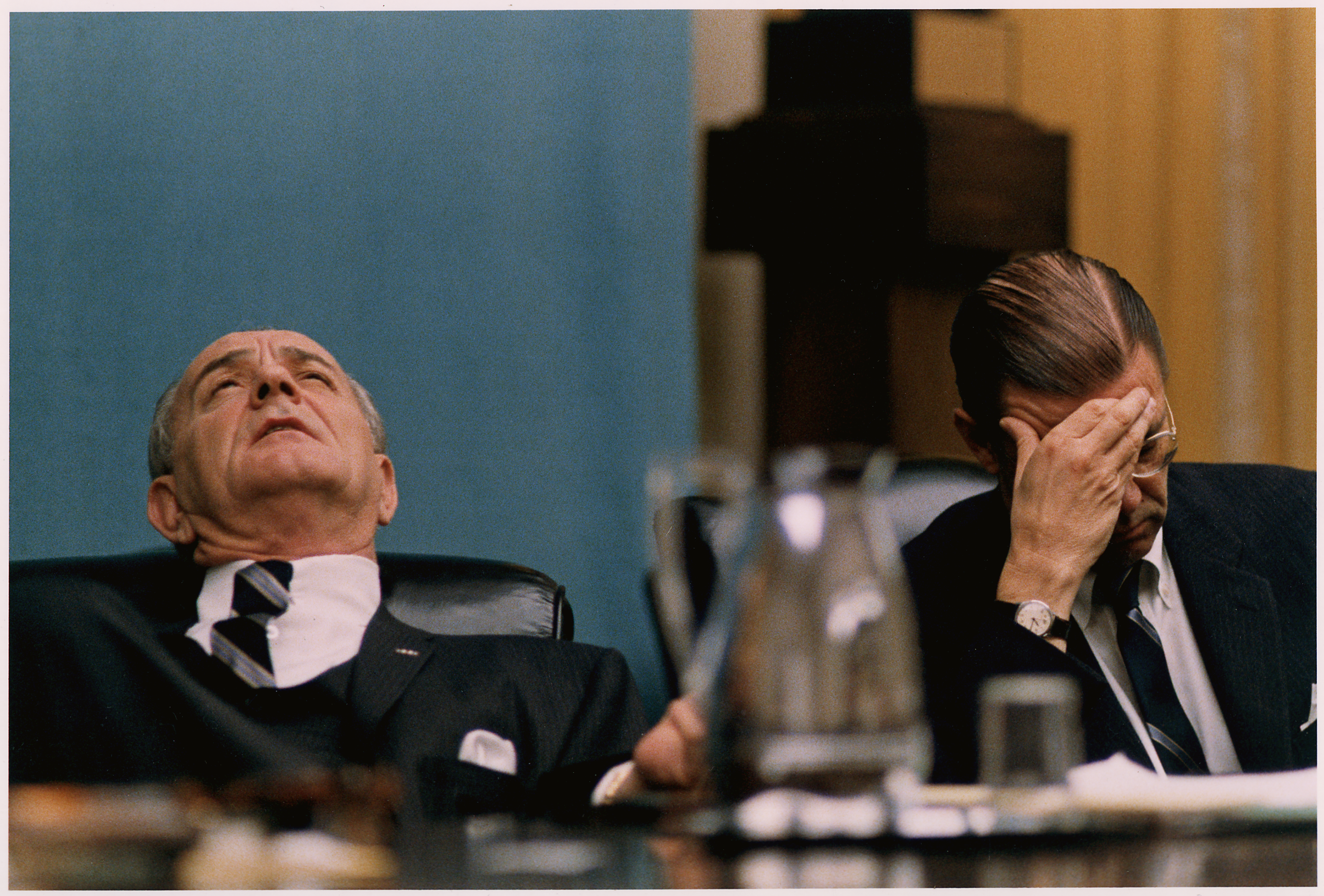
A sinistra il presidente Lyndon Johnson, a destra il segretario alla difesa Robert McNamara

Secondo le statistiche statunitensi, il Fronte di Liberazione Nazionale e il Vietnam del Nord persero circa 35000 uomini, oltre a 60000 feriti e 6000 prigionieri, senza conseguire un successo militare "duraturo". I caduti statunitensi e dell'esercito sudvietnamita ammontarono a circa 3900 (1100 americani). Considerando tutto il periodo del Têt i caduti del Vietnam del Sud furono 4950, con 15917 feriti e 926 dispersi (più alcuni disertori e alcune fucilazioni di "traditori"). Le forze della coalizione internazionale (che comprendevano Stati Uniti, Corea del Sud, Australia e Nuova Zelanda, oltre che, in un ruolo ancora marginale nel 1968, Taiwan e Thailandia) ebbero 4124 morti, 19295 feriti, 604 dispersi. Le perdite per i nordvietnamiti, considerando tutto il periodo, inclusi i prodromi della battaglia, si aggirarono attorno ai 60000 morti (si consideri che i feriti americani e sudvietnamiti disponevano di un trattamento medico adeguato e tempestivo, mentre per quelli vietcong mancavano quasi completamente le cure moderne o anche solo il plasma per le trasfusioni).
Ma questi dati statistici erano di scarso interesse per il pubblico americano, per il quale le perdite dei propri soldati erano incomparabilmente più importanti dei caduti nemici. I rapporti dei media statunitensi sulla battaglia, descrivendo la violenza degli scontri e l'audacia e l'aggressività del nemico, colpirono sia il pubblico sia i politici americani, che avevano dato credito agli ottimistici rapporti dei dirigenti politico-militari, che per anni avevano parlato di "progressi", "vittorie" e "demoralizzazione dei comunisti".
La strategia americana dell'escalation, fondata sulla teoria del logoramento e su dati statistici favorevoli sulle perdite in base alla valutazione empirica dei caduti nemici (body counts, "conta dei corpi"), perse ogni validità e venne sottoposta a pesanti critiche da parte dell'opinione pubblica, esperti militari e analisti. I comunisti vietnamiti erano perfettamente consapevoli che avrebbero subito perdite pesanti, molto più elevate di quelle nemiche, mentre gli americani ritenevano che quando queste perdite fossero salite oltre un certo limite i nordvietnamiti avrebbero chiesto la pace.
I vietnamiti, al contrario, non consideravano la vittoria o la sconfitta come il risultato di un'equazione costi-benefici incentrata sulle vittime, ma da un punto di vista eminentemente politico-ideologico e strategico. Inoltre il conteggio delle perdite militari comuniste in Vietnam tendeva, per la stessa enfasi cui era somministrato ai media dai militari statunitensi, ad essere sopravvalutato, mentre quello delle vittime civili a essere sottovalutato (e moltissime vittime civili erano conteggiate come vittime militari, per migliorare il punteggio di body count di un'unità). Quindi le perdite del Fronte di Liberazione Nazionale e dell'esercito nordvietnamita, pur elevate, potrebbero essere state molto inferiori a quanto ufficialmente riportate dai dati inflazionati riferiti dalle unità combattenti statunitensi.
Il pesante bombardamento statunitense di Ben Tre diede origine alla famosa frase "divenne necessario distruggere la città allo scopo di salvarla". Infatti l'offensiva del Têt fu contenuta solo con grosse perdite tra la popolazione civile (circa 14000 morti e almeno 24000 feriti); eccetto che a Huế queste furono causate quasi interamente dall'artiglieria e dalle aviazioni americane e sudvietnamite, con un effetto duraturo di allontanamento (definitivo) della popolazione rurale e delle città montane dal governo sudvietnamita e dall'impegno americano; il raffreddamento dei rapporti era però stato quasi immediato, e dalle zone rurali si era esteso anche ad alcune bidonville delle principali città, con una scissione di classe. Il crollo definitivo del sostegno popolare al governo del Vietnam del sud (e all'ARVN) fu un processo di lungo periodo, in cui l'offensiva del Têt contò fino a un certo punto (con un forte valore propagandistico), ma furono più determinanti gli errori e gli orrori della politica americana, massacri come l'operazione Speedy Express lanciata dalla 9ª divisione nel Mekong nel marzo-aprile 1969, quando, anche per far salire il body count, si arrivarono a uccidere tra i 5000 e i 7000 civili sudvietnamiti indifesi, facendo salire un odio inestinguibile verso USA e governo, o l'abuso della potenza di fuoco di aviazione e artiglieria, unita all'uso dell'agente arancio e di altri strumenti che impoverirono l'intera popolazione rurale vietnamita, privandola dei suoi principali mezzi di sostentamento.
Khe Sanh fu abbandonata dagli USA il 23 giugno 1968 e, come molte altre posizioni particolarmente esposte, non fu considerata di utilità strategica; queste presunte "ritirate tattiche" furono di fatto vere e proprie vittorie militari e morali per i nordvietnamiti e i vietcong, anche se dal punto di vista strategico complessivo non ebbero alcuna importanza di rilievo.
Da un punto di vista strategico, l'offensiva fu un grande successo per il NVA e l'NLF: non misurabile in perdite inflitte o subite né in territori conquistati, quanto piuttosto dal punto di vista politico-propagandistico verso la popolazione vietnamita, che ebbe una dimostrazione eclatante di come quattro anni di continui e radicali sforzi militari da parte di Saigon, della superpotenza americana e dei loro numerosi alleati non fossero riusciti a sconfiggerli. Anzi, malgrado questi anni di guerra americana, il fronte di liberazione nazionale appariva più forte che mai, in grado di operare simultaneamente su grande scala in quasi tutte le provincie del paese. La potenza di fuoco sbalorditiva degli alleati, i bombardamenti sul Vietnam del nord e le altre operazioni strategiche decise dal Pentagono, anche in Laos e (clandestinamente) in Cambogia, non erano riuscite a "vincere" e, anzi, la vittoria sembrava decisamente più lontana nel 1968 che nel 1964, e l'armamento e le tattiche dei VC sembravano migliorare nel tempo (ed in effetti fu così).